# Chamaepsila nigrotaeniata
Chamaepsila nigrotaeniata is een vliegensoort uit de familie van de wortelvliegen (Psilidae). De wetenschappelijke naam van de soort is voor het eerst geldig gepubliceerd in 1899 door Strobl.